# Bachir Hani Abou Assi
Bachir Hani Abou Assi (arab. ‏بشير هاني ابو عاصي‎, ur. 23 lutego 1948) – libański zapaśnik walczący w stylu wolnym. Olimpijczyk z Monachium 1972, gdzie zajął 22. miejsce w kategorii do 74 kg.

## Letnie Igrzyska Olimpijskie 1972
| Konkurencja      | Rundy eliminacyjne    | Rundy eliminacyjne    | Klas. końcowa |
| Konkurencja      | Przeciwnik I          | Przeciwnik II         | Miejsce       |
| ---------------- | --------------------- | --------------------- | ------------- |
| 74 kg styl wolny | Robert Blaser (SUI) P | Janczo Pawłow (BGR) P | 22.           |